# Варшавский уезд
Варшавский уезд — административная единица в составе Варшавской губернии Российской империи, существовавшая c 1837 года по 1919 год. 
Административный центр — город Варшава. Варшавский уезд был расположен в восточной части Варшавской губернии, по течении реки Висла. На севере граничил с Плоцкой и Ломжинской губерниями, от которых был отделён рекой Нарев.

## История
Уезд образован в 1837 году в составе Мазовецкой губернии Привислинского края. С 1844 года — в Варшавской губернии. В 1919 году преобразован в Варшавский повят Варшавского воеводства Польской республики.
На 1911 год уезд занимал территории (без внутренних вод) в 1 317,3 квадратных версты, из которых 46,6 % площадей находилось под пашней, 21,8 % под лугами и пастбищами, 23,9 % под лесом, 7,7 % неудобной землёй. В уезде преобладало частное землевладение, составлявшее 53,2 % площади и сосредоточенное преимущественно в руках польских дворян (78,3 %), участие крестьян в площадном частном землевладении было невелико (5,6 %), средний размер одного владения — 43,5 десятин. Надельные земли составляли 38,1 %, земли российского государства и учреждений 8,7 %.

## Население
По переписи 1897 года население уезда составляло 826 780 человек, в том числе в Варшаве — 683 692 жителей, в безуездном городе (заштатный город) Новый Двор — 7 302 жителей. В другом источнике указано что по переписи 1897 года — 1 038 800 человек, в том числе 837 800 человек городского.

### Национальный состав
Национальный состав (по родному языку) по переписи 1897 года:
- поляки — 525 439 человек (63,6 %);
- евреи — 198 990 человек (24,1 %);
- русские — 60 783 человек (7,4 %);
- немцы — 20 981 человек (2,5 %);
- малороссы — 11 385 человек (1,4 %).

## Административное деление
В 1913 году в состав уезда входило 20 гмин: 
| - Близне — деревня Одоляны; - Брудно — деревня Таргувек; - Ваверь — село Ваверь; - Вилянов — деревня Вилянов; - Гура — сел. Гура; - Езерна — сел. Езерна-Оборская; - Заборов — сел. Заборов; | - Загосць — деревня Медзешин; - Млоцины — деревня Каскада; - Мокотов — деревня Сельце; - Непорент — село Непорент; - Ново-Ивична — деревня Старо-Ивична; - Ожаров — деревня Олтаржев; - Окунев — посёлок Окунев; | - Прушков — село Скороше; - Пясечно — посёлок Пясечно; - Фалента — село Рашин; - Чисте — деревня Воля; - Чоснов — село Чоснов; - Яблонна — село Яблонна. |